# Fairview (condado de Erie)
Fairview es un lugar designado por el censo ubicado en el condado de Erie en el estado estadounidense de Pensilvania. En el año 2010 tenía una población de 2.348 habitantes y una densidad poblacional de 258,02 personas por km².

## Geografía
Fairview se encuentra ubicado en las coordenadas 42°1′25″N 80°15′15″O / 42.02361, -80.25417.. Según la Oficina del Censo de los Estados Unidos, Fairview tiene una superficie total de 3,53 mi² (9,1 km²), de la cual 3,51 mi² (9,1 km²) corresponden a tierra firme y 0,02 mi² (0,1 km²) es agua.